# Лимбди (княжество)
Княжество Лимбди (гудж. લીંબડી રજવાડું) — туземное княжество Индии в период британского владычества, имеющее наследственное право на 9-пушечный салют. Здесь правила раджпутская династия Джхала. Княжество Лимбди принадлежало Агентству Катхиявар. После обретения Индией независимости от британского колониального правления в 1947 году княжество Лимбди было интегрировано в Индийский союз вместе с другими княжескими государствами.

## История
За время существования местных княжеских государств на полуострове Катхиявар насчитывалось примерно 222 малых и средних княжеских государства. В эту эпоху Лимбди также было княжеским государством.
В 1931 году площадь княжества Лимбди была 632 км2, а население насчитывало 40 688 человек.

## Правители княжества
Правители Лимбди носили титул Тхакур Сахиб. Они также носили титул Махарана, который редко использовался.
- ? — ?: Верисалджи I Адераджи, сын Адераджи Аскаранджи
- ? — ?: Аскаранджи III Верисалджи, сын предыдущего
- ? — ?: Адераджи II Аскаранджи, сын предыдущего
- ? — ?: Верисалджи II Адераджжи, сын предыдущего
- ? — 1786: Харбханджи I Верисалджи (? — 1786), старший сын предыдущего
- 1786—1825: Харисинджи Харбхандж (? — 1825), сын предыдущего
- 1825—1837: Бходжраджи Харисинджи (? — 1837), единственный сын предыдущего
- 1837 — 8 января 1856: Харбхамджи II Бходжраджи (? — 8 января 1856), старший сын предыдущего
- 8 января 1856 — 30 января 1862: Фатехсинхджи Бходжраджи (? — 30 января 1862), младший брат предыдущего
- 30 января 1862 — 26 апреля 1907: Джасванцинджи Фатехсинхджи (23 мая 1859 — 26 апреля 1907), старший сын предыдущего. С 30 июня 1887 года — сэр Джасванцинджи Фатехсинхджи
- 26 апреля 1907 — 30 сентября 1940: Полковник Даулацинджи Джашванцинджи (11 июля 1868 — 30 сентября 1940), приёмный сын предыдущего. С 1 января 1921 года — сэр Даулацинджи Джашванцинджи.
- 30 сентября 1940 — 6 января 1941: Дигвиджайсинхджи Даулатсинхджи (10 апреля 1896 — 6 января 1941), старший сын предыдущего
- 6 января 1941 — 15 августа 1947: Чхатарсалджи Дигвиджайсинхджи (19 февраля 1940—2020), третий (младший) сын предыдущего.

## Титулярные правители
- 1947—2020: Чхатарсалджи Дигвиджайсинхджи (19 февраля 1940—2020), третий (младший) сын Дигвиджайсинхджи Даулатсинхджи
- 2020 — настоящее время: Джайдепсин Чхатрасалджи (род. 1 декабря 1962), единственный сын предыдущего.